# Hymenocallis littoralis
El  lirio araña (Hymenocallis littoralis) es una planta perenne y bulbosa de la familia de las Amarilidáceas originaria de México y Guatemala.

## Descripción
El lirio araña presenta un bulbo de 7-10 cm de diámetro. hojas ensiformes de 60-70 cm de largo por 3-3.5 cm de ancho. Las flores son grandes, blancas, con olor a vainilla, sésiles, dispuestas en la extremidad de un escapo áfilo en umbelas 4-8-floras. El tubo del perigonio es de 15 a 17 cm de largo y los segmentos lineares de unos 10 cm.

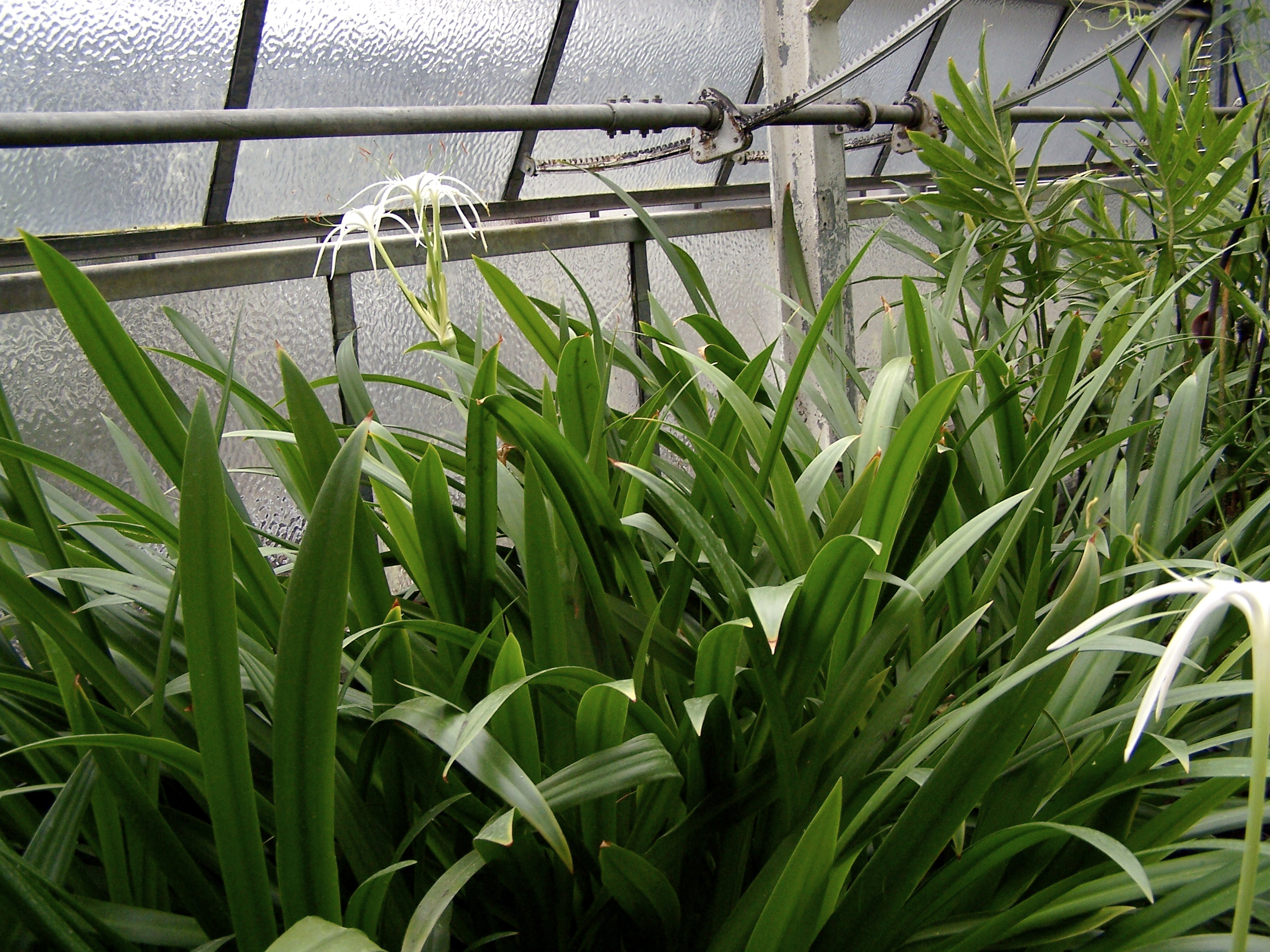
Hymenocallis littoralis follaje y flores.

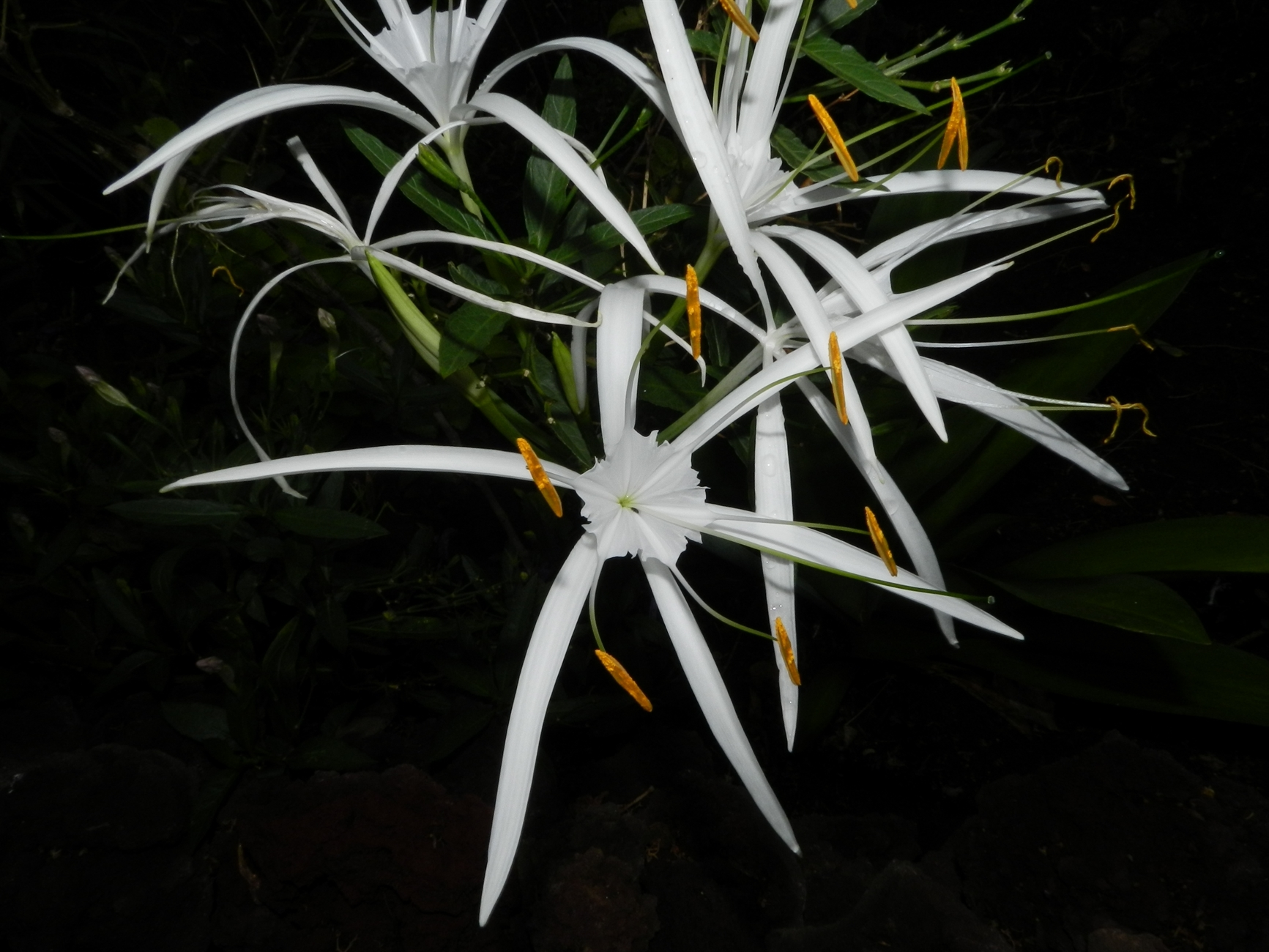
Flor de Lirio Araña en El Crucero, Managua, Nicaragua.

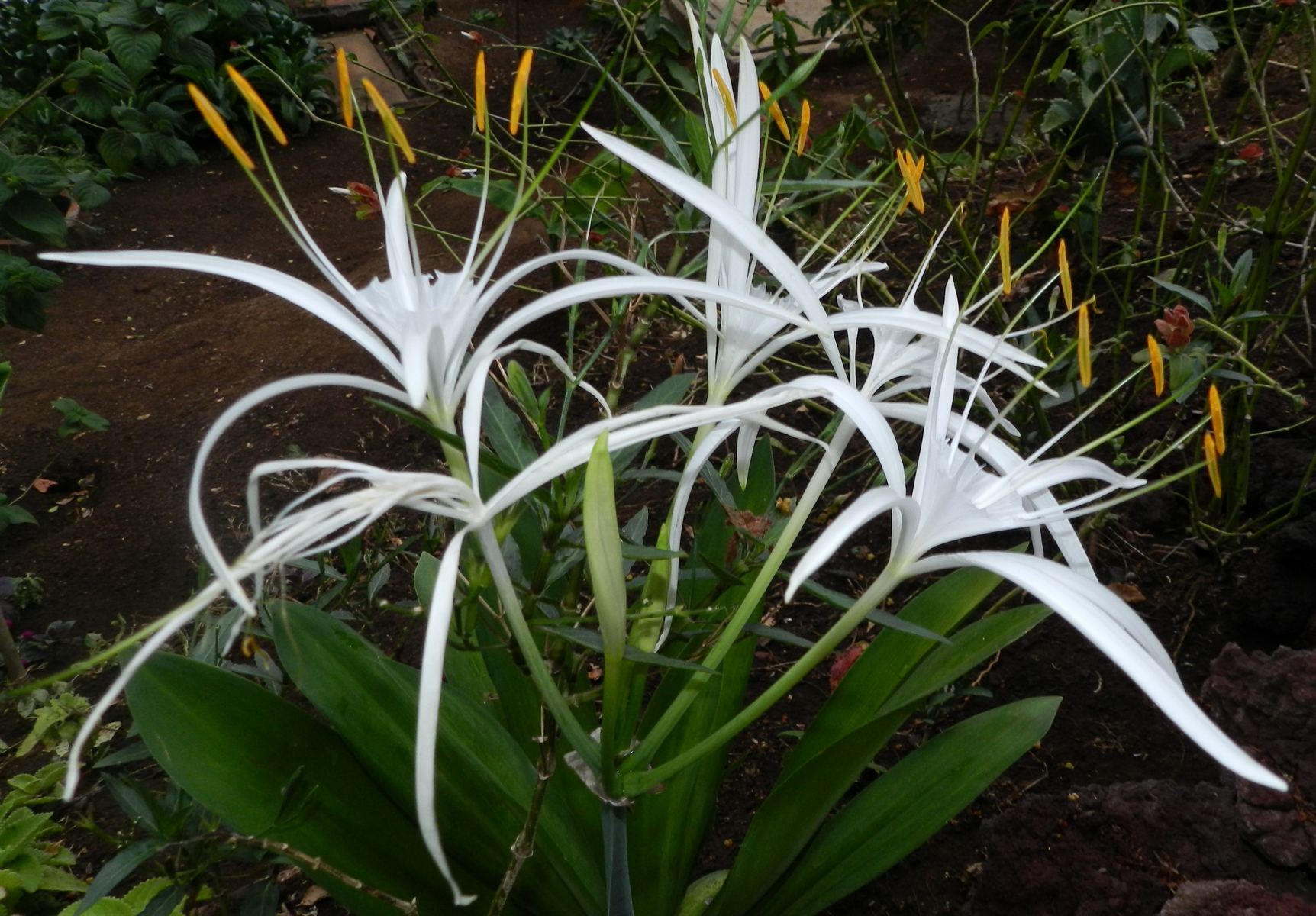
Planta de Lirio Araña en El Crucero, Managua, Nicaragua.

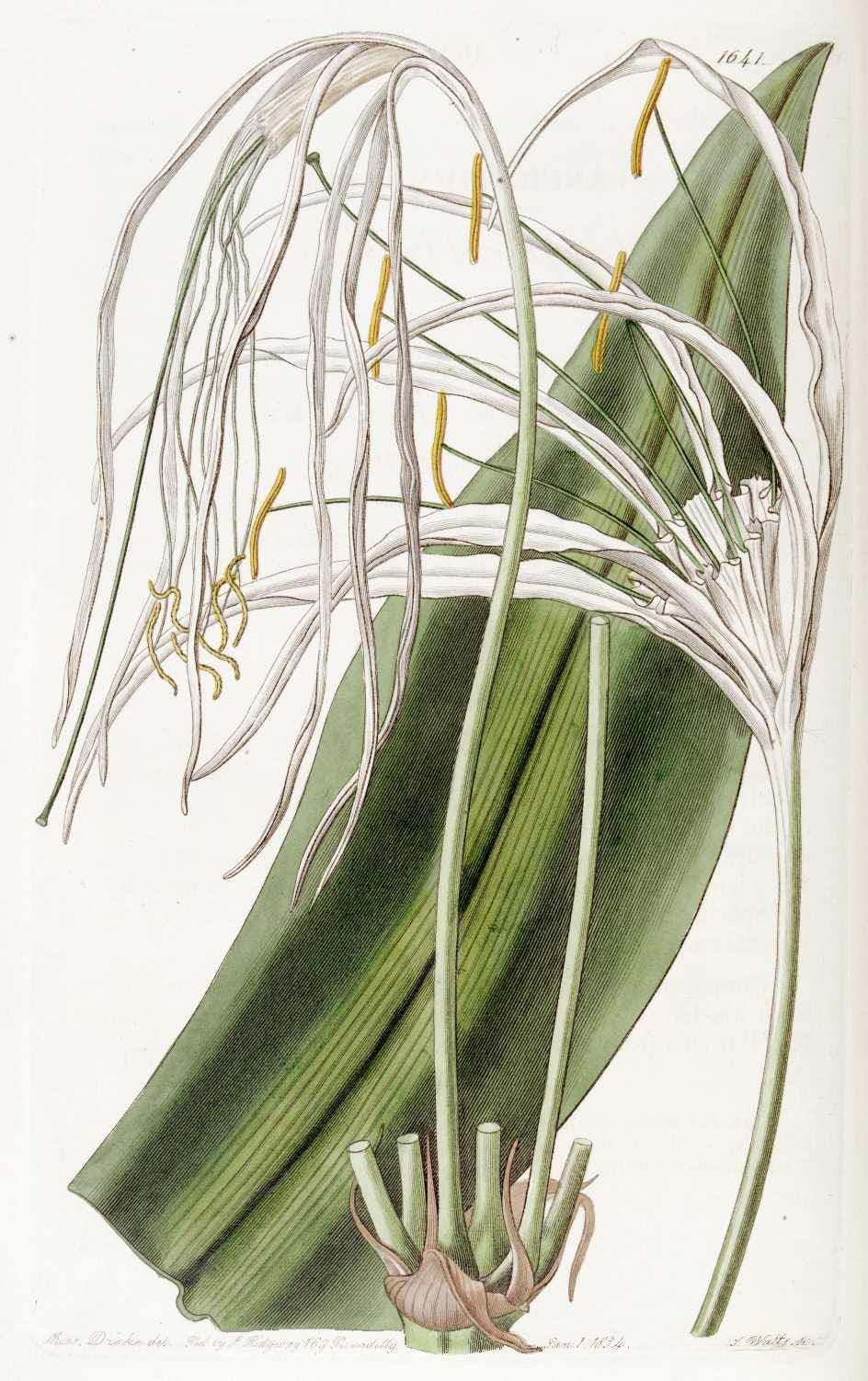
Ilustración

## Cultivo
Crece bien en terrenos arenosos, perfectamente drenados y en lugares cálidos y soleados. Necesita abundante riego durante la estación cálida y requiere protección en lugares con inviernos muy fríos.
Puede sobrevivir estando a orillas de canales y ríos, florece en verano.

## Taxonomía
Hymenocallis littoralis fue descrita por (Jacq.) Salisbury y publicado en Transactions of the Horticultural Society of London 1: 338. 1812.
Etimología
Hymenocallis: nombre genérico que proviene del griego y significa "membrana hermosa", aludiendo a la corona estaminal que caracteriza al género.
littoralis: epíteto latino que significa "del litoral, cerca de la costa".
Sinonimia
- Hymenocallis adnata Herb.
- Hymenocallis adnata var. disticha (Sims) Herb.
- Hymenocallis adnata var. driandrina Herb.
- Hymenocallis adnata var. dryanderi (Ker Gawl.) Kunth
- Hymenocallis adnata var. staplesiana Herb.
- Hymenocallis americana (Mill.) M.Roem.
- Hymenocallis americana forma disticha (Sims) Voss
- Hymenocallis americana forma dryanderi (Ker Gawl.) Voss
- Hymenocallis americana forma staplesiana (Herb.) Voss
- Hymenocallis arenaria M.Roem.
- Hymenocallis biflora K.Koch & C.D.Bouché
- Hymenocallis disticha (Sims) Herb.
- Hymenocallis dryanderi (Ker Gawl.) M.Roem.
- Hymenocallis insignis Kunth
- Hymenocallis littoralis var. disticha (Sims) Herb. ex Sims & Curtis
- Hymenocallis littoralis var. dryanderi (Ker Gawl.) Herb. ex Sims
- Hymenocallis littoralis var. longituba Herb.
- Hymenocallis niederleinii Pax
- Hymenocallis panamensis Lindl.
- Hymenocallis pedalis Herb.
- Hymenocallis peruviana M.Roem.
- Hymenocallis senegambica Kunth & C.D.Bouché
- Hymenocallis stapelsiana (Herb.) M.Roem.
- Hymenocallis staplesii Sweet
- Hymenocallis tenuiflora Herb.
- Pancratium acutifolium Sweet
- Pancratium americanum Mill.
- Pancratium distichum Sims
- Pancratium dryanderi Ker Gawl.
- Pancratium littorale Jacq.
- Pancratium littorale var. dryanderi (Ker Gawl.) Schult. & Schult.f.
- Pancratium pedale (Herb.) Schult. & Schult.f.
- Pancratium staplesii (Sweet) Steud.
- Pancratium tenuiflorum (Herb.) Herb. ex Steud.
- Troxistemon distichus (Sims) Raf.
- Troxistemon dryanderi (Ker Gawl.) Raf.
- Troxistemon littorale (Jacq.) Raf.[5]